# Yves Popet
Yves Popet est un artiste peintre français né le 15 août 1946 à Reims. Il vit et travaille à Paris.
Dans le courant de l’abstraction géométrique, Yves Popet développe une œuvre rigoureuse autour du carré.

## Expositions (sélection)
1990 Institut Français, Malmö (Suède). Galerie Amaryllis, Gand (Belgique). 
Kleine Bilder Objekte Plastiken, Galerie St. Johann, Sarrebruck (Allemagne). 
Art construit, Galerie Convergence, Paris
1991 Galerie Convergence, Paris. À b C - Abstrait Concret 3, Grands Moulins de Villancourt, Échirolles. Art construit, Galleri 29, Voxjo (Suède). 
9 réponses à une interrogation sur l'art, Galerie Epreuve d'artiste, Lille.. 
Galleri Max, Avesta (Suède). Galleri Ars Nova, Göteborg (Suède).
1992 De l'un à l'autre, Galerie Lahumière, Paris. 
Repères, 10 ans pour l'Art Construit, Stiftung für konkrete Kunst, Reutlingen (Allemagne).
1993 46 - 92, Galleri Ferm, Malmö (Suède). 
Aspects actuels de la mouvance construite internationale, Musée de Verviers, Verviers (Belgique). 
Du construit au signe, Galerie Le Triangle Bleu, Stavelot (Belgique). 
1963 - 1993 - Trente ans après, Galerie Lahumière, Paris.
1994 Repères, Centre d'art contemporain de Saint-Priest
2001 Un parcours Bonn, Allemagne
2002 Un parcours Amersfoort Pays-Bas
2003 Musée de Cambrai : "L'abstraction géométrique vécue"
2006 Musée Tavet-Delacour de Pontoise : "Horizontales Verticales Seules"
2007 Musée Vasarely de Budapest (H) : "Exemplifizieren wird Kunst"
2008 Musée Desenzano del Garda (It) : "L’arte costruisce l’Europa"
+    Ludwig Museum de Koblenz (All) : "Exemplifizieren wird Kunst"
2010 Art|Paris au Grand-Palais + Salon du Dessin Contemporain / stand Oniris
+    Musée de Sens : « Géométrie et Couleurs »
+    Galerie ONIRIS à Rennes : exposition personnelle de peintures et pastels récents